# 山喜 (松戸市の企業)
有限会社山喜（やまき、英: YAMAKI CO.,LTD.）は、1978年設立（有限会社山喜商事）の千葉県松戸市に本社をおく、総合不動産会社である。またテニス日本リーグに加盟する実業団チーム。チーム名は新松戸山喜。

## 概要
武田信玄や武田勝頼に仕えた武田家遺臣系の江戸幕府の旗本であった土屋馬之丞の子である土屋匠作が大谷口にて宮大工として創業し神社仏閣の造営を業とする。
千葉・東京エリアを中心として、建設・不動産管理・売買・賃貸を業務とし、新松戸を中心にを数多くの自社物件を保有している総合不動産会社である。
1978年3月に前身となる有限会社山喜商事を松戸市に設立し、2年後の1980年に新本社ビル完成と共に現在地へ移転。その後、1985年に商号を有限会社山喜へ変更する。
一般向け注文住宅の施工・リフォーム・仲介・売買や賃貸住宅の提案・施工・客付け・建物管理までを行っている。
営業種目は建築工事業80％で不動産仲介・賃貸が20％となっている。
その他、関連会社による保険代理店業やSYSテニスクラブ（shinmatsudo yamaki sports、2017 -）の経営などスポーツ関連事業も行っており、実業団チームも保有し第31回テニス日本リーグに出場し、千葉県初の日本リーグチームが誕生した。新松戸山喜千葉県テニス選手権大会のメインスポンサーやTOGAKUまつど女子オープンテニスの広告協賛している。

## 沿革
- 1868年(慶応4年） - 旗本（江戸期大谷口周辺支配）土屋馬之丞を大願主として平戸弁天（いぼ弁天）を再建[4]。
- 1882年(明治15年） - 後継 土屋匠作 が宮大工として創業。神社仏閣の造営を業とする。
- 1892年（明治25年） - 新明神社（松戸市大谷口260-2）再建。
- 1929年（昭和4年） - 後継 土屋喜作 が稲荷神社（松戸市旭町２丁目）造営。
- 1952年2月 - 土屋喜和雄が山喜の前身となる有限会社三協鉄工 設立。鉄骨工事や鋼材販売を業とする。
- 1978年3月 - 有限会社山喜商事を松戸市新松戸1丁目197番地に設立。
- 1978年3月 - 土屋喜和雄 代表取締役社長就任
- 1978年4月 - 山喜第1ビル 松戸市新松戸1-197（現：山喜コーポ） 竣工
- 1980年2月 - 山喜第2ビル 松戸市新松戸1-199（現：本社ビル） 竣工
- 1980年9月 - 本社を現在の松戸市新松戸1丁目199番地に移転
- 1984年5月 - 多目的スペース 山喜会館 竣工
- 1984年6月 - 山喜社員・職方・客の親睦を目的として山喜会を創設。
- 1985年9月 - 商号を有限会社山喜へ変更。
- 1987年5月 - 土屋和久 取締役就任。
- 1991年3月 - 山喜第3ビル 松戸市新松戸1-243（現：フォーレスト山喜） 竣工
- 1992年9月 - 山喜第5ビル 松戸市新松戸北1-16-10（現：山喜タウン） 竣工
- 1993年10月 - 山喜第6ビル 松戸市新松戸1-245 竣工
- 1994年2月 - 新松戸土地計画株式会社 設立。
- 1995年8月 - 土屋喜和雄 代表取締役会長就任。
- 1995年8月 - 土屋和久 代表取締役社長就任
- 1998年12月 - 有限会社ティー・エイチ・ケイ設立
- 1999年5月 - 駐車場管理台数3000台突破
- 2002年4月 - 新松戸設備株式会社設立
- 2002年4月 - 山喜第7ビル 松戸市新松戸北1-12-1（現：新松戸設備株式会社 本社）竣工
- 2003年1月 - 山喜・新松戸設備 建築資材センター 竣工
- 2003年3月 - 駐車場管理台数3500台突破。
- 2007年7月 - 尾身幸次  財務大臣・本清秀雄 自民党千葉県支部幹事長 来店。
- 2013年10月 - 山喜テニス部 創設
- 2014年5月 - TOGAKUまつど女子オープンテニス協賛開始
- 2015年9月 - 森下圭太 取締役副社長就任
- 2015年9月 - 土屋慶汰 取締役就任
- 2016年6月 - 平成28年度 千葉県実業団リーグ戦Aリーグ 優勝
- 2016年9月 - 第31回 関東実業団対抗テニスリーグ戦（茨城） 優勝[5]
- 2016年10月 - 第30回全国実業団対抗テニストーナメント（広島） 優勝[6]
- 2016年12月 - テニス日本リーグ 初出場（横浜・神戸・東京）予選リーグ敗退
- 2017年4月 - 第50回新松戸山喜千葉県テニス選手権大会 開催
- 2017年5月 - SYSテニスクラブ オープン[7]
- 2017年6月 - 松戸市体育協会より優良団体として初表彰
- 2018年1月 - テニス日本リーグ決勝トーナメント初進出
- 2018年2月 - テニス日本リーグにおいて全国7位となる[8]。
- 2019年2月 - テニス日本リーグにおいて過去最高の全国4位となる[9]。
- 2024年7月 - 松戸市博物館で土屋馬之丞を扱った 企画展『大谷口の村』開催

## 保有物件・施設

### 関連施設

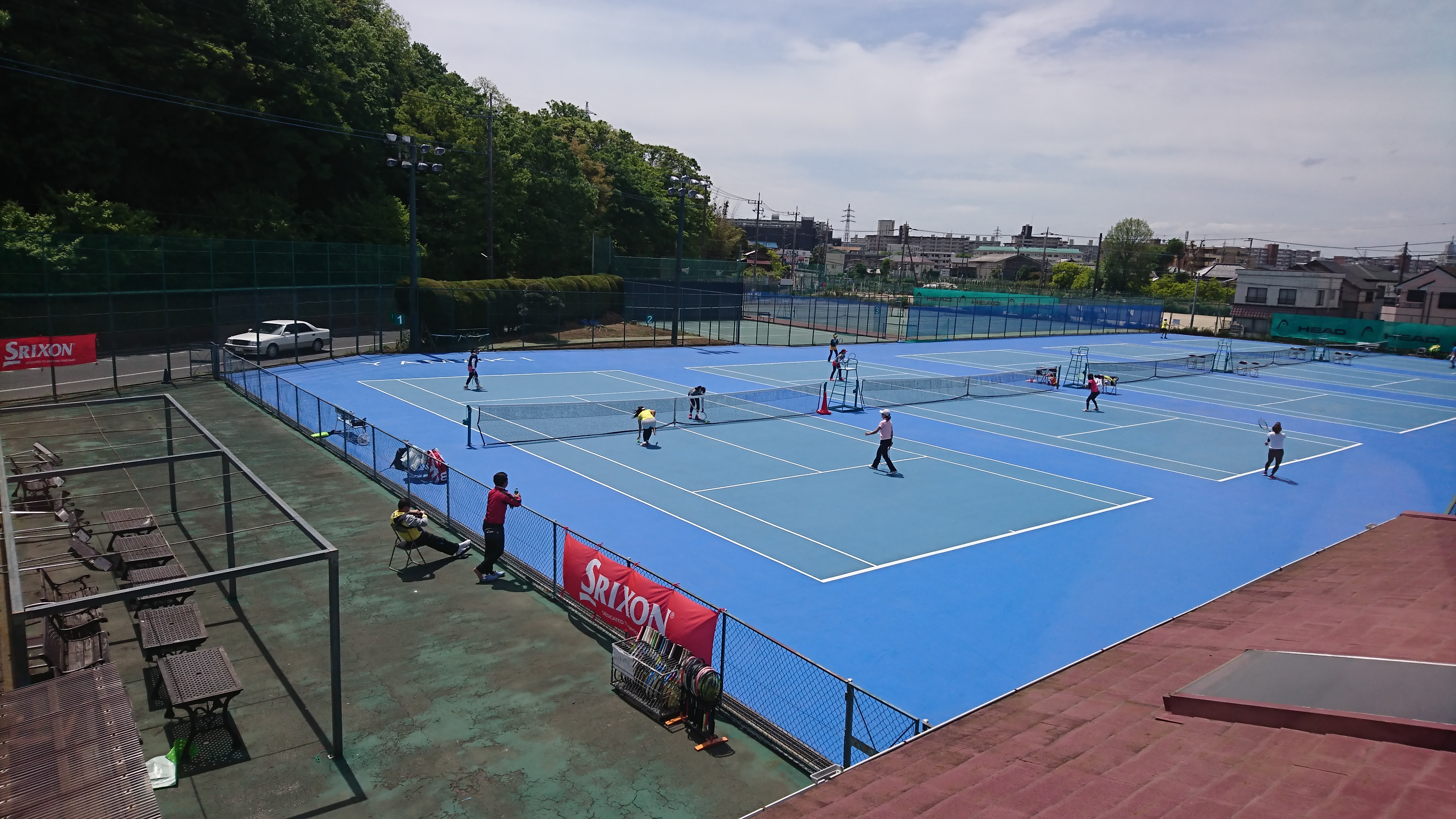
SYSテニスクラブ

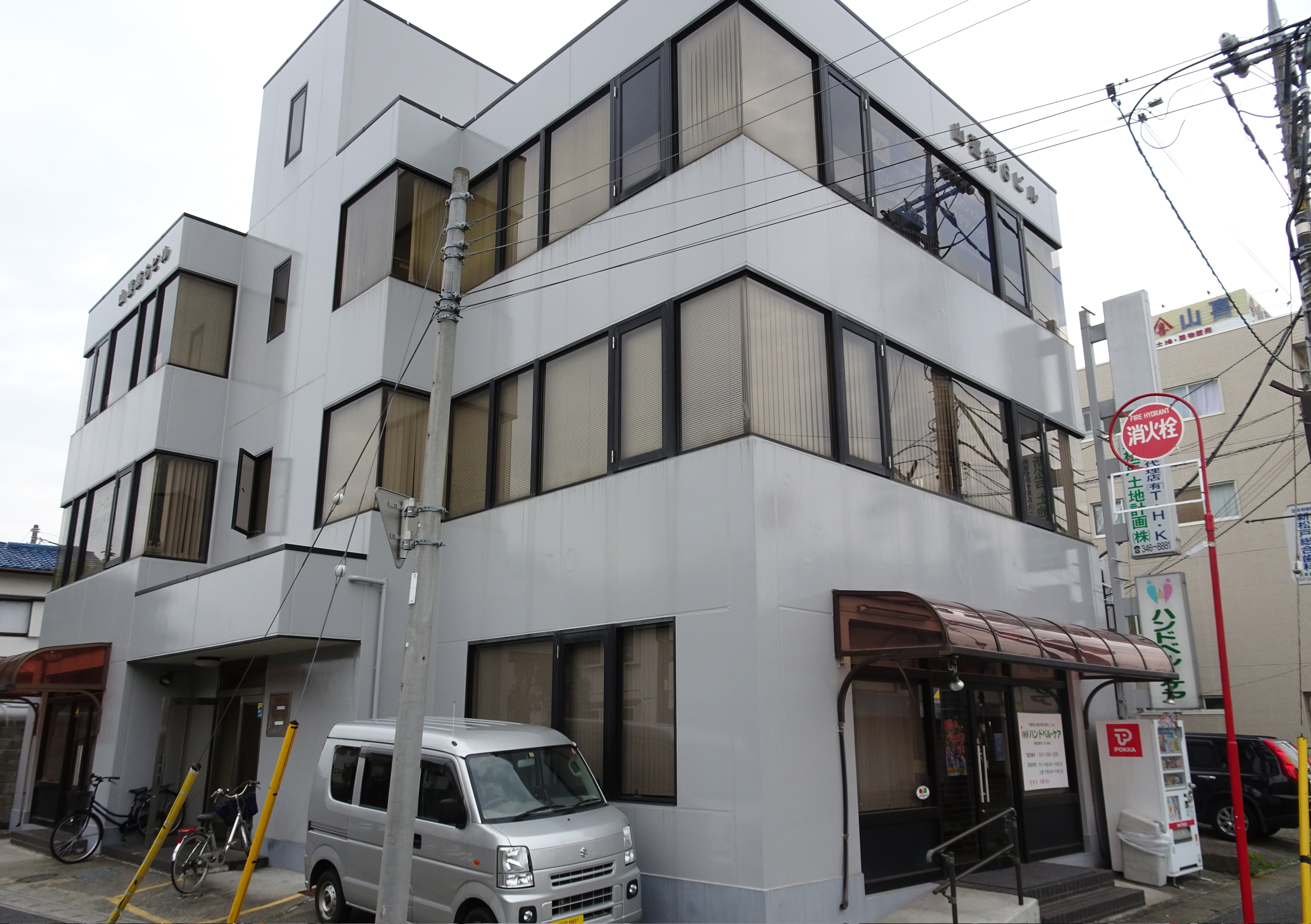
新松戸土地計画 株式会社

- 山喜本社ビル（千葉県松戸市新松戸1丁目199番地）[10]
- 山喜工作場（千葉県松戸市新松戸北1丁目19番地12）
- 資材置き場（千葉県松戸市新松戸北1丁目15番地4）
- 残土置き場（千葉県松戸市旭町1丁目）
- 山喜・新松戸設備 建築資材センター（千葉県松戸市新松戸北1丁目16番地14 ）
- 山喜会館（千葉県松戸市新松戸1丁目199番地）
- 日光保養所 山喜荘（栃木県日光市）
- スタジオレフア（松戸市新松戸1丁目197番地）
- SYSテニスクラブ（千葉県松戸市大金平3丁目167番地）

## 関連会社

### 建設・不動産業
- 有限会社山喜（建設工事及び不動産管理）
- 新松戸設備株式会社（水道関連設備工事及び卸し事業）[11]
- 新松戸土地計画株式会社（不動産売買・仲介事業）

### スポーツ
- 有限会社ティーエイチケイ（スポーツ関連事業・保険代理店事業）
- SYSテニスクラブ（テニス関連事業・プロテニス選手のマネジメント）[12]

### その他
- スタジオレフア（レンタルスタジオ業）

## スポンサー
- 新松戸山喜千葉県テニス選手権大会[13]（メインスポンサー）
  - 2017年、2018年、2019年、2020年中止、2021年、2022年、2023年、2024年、2025年
- TOGAKUまつど女子オープンテニス大会[14]（広告協賛）
  - 2014年、2015年、2016年、2017年、2018年、2019年、2020年中止、2021年、2022年、2023年、2024年
- テニス日本リーグ（広告協賛）
  - 2016年、2017年、2018年、2019年、2020年中止、2021年、2022年、2023年、2024年
- 日本体育大学柏高等学校サッカー部（バナースポンサー）
  - 2021年、2022年、2023年、2024年

## 受賞・表彰

### 出場
- テニス日本リーグ 出場：8回 2016年、2017年、2018年、2019年、2020年中止、2021年、2022年、2023年、2024年
- テニス日本リーグ決勝トーナメント：4回 2017年、2018年、2022年、2024年

### 団体
- 千葉県実業団リーグ戦Aリーグ 優勝：1回 2016年
- 関東実業団対抗テニスリーグ戦 優勝：1回（茨城） 2016年
- 全国実業団対抗テニストーナメント 優勝：1回（広島） 2016年
- 松戸市体育協会 優秀団体賞：4回 2017年、2018年、2019年、2020年

### 個人
- 2016年度テニス日本リーグ敢闘選手賞（横浜・神戸・東京）中村祐樹、和田恵知
- 2017年度テニス日本リーグ優秀選手賞（横浜・神戸・東京）笹井正樹
- 2018年度テニス日本リーグ優秀選手賞（横浜・神戸・横浜）白石光
- 2019年度テニス日本リーグ敢闘選手賞（横浜・神戸・横浜）野口政勝
- 2024年度テニス日本リーグ敢闘選手賞（横浜・神戸・横浜）堀江亨

## 所属・加盟団体
- 公益社団法人 全国宅地建物取引業保証協会会員（会員）
- 一般社団法人 千葉県宅地建物取引業協会会員（会員）
- 公益財団法人 東日本不動産流通機構
- 株式会社LIXIL LIXILリフォームネット（会員）[15]
- 株式会社LIXIL いい家ネット[16]

## その他
- 松戸市を中心にアパートやマンションなどの共同住宅やテナントビル,、保養所等、多くの不動産を自社保有している。
- 地元の流通経済大学、麗澤大学、中央学院大学の学生向けワンルーム賃貸アパートも多く扱っている。
- マツモトキヨシの創業者であり松戸市長も歴任した松本清の松本清記念会館を管理している。
- 駐車場管理台数は松戸市を中心に3000台以上ある[17]。
- 不動産会社であるがテニスクラブやスタジオ等の経営も行っている。
- スポーツ活動にも力を入れており男子テニス部を所有している。また、プロ選手数名と選手契約を締結している[18]。
- 実業団チームは第31回テニス日本リーグに出場し、千葉県初の日本リーグチームとなり、県リーグ戦から日本リーグまで1年間であった[19]。